# شترق و سرکوفت
«شَتَرَق و سرکوفت» (به انگلیسی: Bang and Blame) ترانه‌ای از گروه موسیقی آر.ئی.ام. و یکی از قطعه‌های آلبوم سال ۱۹۹۴ آن‌ها به‌نام هیولا است. این ترانه راجع به خشونت خانگی است.
«شترق و سرکوفت» در روزهای پایانی سال ۱۹۹۴ صدرنشین جدول ترانه‌های آلترناتیو ایالات متحدهٔ آمریکا شد. این ترانه برای ۱۱ هفته هم در ۱۰۰ تک‌آهنگ داغ بیلبورد حضور داشت و بالاترین جایگاهش در آن جدول نوزدهم بود که در ۴ فوریهٔ ۱۹۹۵ ثبت شد. «شترق و سرکوفت» در زمان انتشارش در بریتانیا برای ۶ هفته جزو پرفروش‌ترین تک‌آهنگ‌های روز بود و تا ردهٔ پانزدهم جدول تک‌آهنگ‌های بریتانیا صعود کرد.

## موقعیت در چارت‌های موسیقی
| چارت (۱۹۹۴-۱۹۹۵)                               | بالاترین جایگاه |
| ---------------------------------------------- | --------------- |
| استرالیا (ای‌آرآی‌ای)                            | ۲۹              |
| بلژیک (اولتراتاپ ۵۰ فلاندرز)                   | ۲۲              |
| تک‌آهنگ‌های برتر کانادا (آرپی‌ام)                 | ۱               |
| اروپا (یوروچارت هات ۱۰۰)                       | ۴۶              |
| فنلاند (Suomen virallinen lista)               | ۱۰              |
| فرانسه (اس‌ان‌ئی‌پی)                              | ۴۴              |
| آلمان (جدول‌های رسمی آلمان)                     | ۷۴              |
| ایسلند (ایسلنسکی لیستین)                       | ۵               |
| ایرلند (ایرما)                                 | ۱۴              |
| هلند (۴۰ آهنگ برتر)                            | ۲۶              |
| هلند (۱۰۰ تک‌آهنگ برتر)                         | ۲۴              |
| نیوزیلند (ریکوردد میوزیک ان‌زد)                 | ۱۷              |
| اسکاتلند (اوسی‌سی)                              | ۱۲              |
| تک‌آهنگ‌های بریتانیا (اوسی‌سی)                    | ۱۵              |
| راک و متال بریتانیا (اوسی‌سی)                   | ۱۲              |
| بیلبورد هات ۱۰۰ ایالات متحده                   | ۱۹              |
| ایرپلی آلترناتیو ایالات متحده (بیلبورد)        | ۱               |
| راک جریان اصلی ایالات متحده (بیلبورد)          | ۳               |
| ۴۰ آهنگ برتر جریان اصلی ایالات متحده (بیلبورد) | ۱۳              |

| چارت (۱۹۹۴)            | جایگاه |
| ---------------------- | ------ |
| ایسلند (تاپ ۴۰ ایسلند) | ۹۴     |

| چارت (۱۹۹۵)                    | جایگاه |
| ------------------------------ | ------ |
| تک‌آهنگ‌های برتر کانادا (آرپی‌اِم) | ۲۲     |